# Фібрати
Фібра́ти (похідні фіброєвої кислоти) — деривати ізомасляної кислоти, з яких практичне значення мають фенофібрат (ліпантин), ліпанор, гемфіброзил, уфібрат. 
Фібрати підвищують активність ліпопротеїнліпази і тим самим прискорюють катаболізм ЛПДНЩ, посилюють синтез рецепторів на ендотелії судин до ЛПНЩ, інгібують утворення ЛПДНЩ в печінці. При прийманні фібратів рівень тріацилгліцеринів може знизитися навіть наполовину, при цьому рівень ЛПВЩ зростає на 25%. 
Фібрати показані при змішаних гіперліпопротеїнеміях. 
Фібрати протипоказані при патології нирок, жовчнокам’яній хворобі, оскільки можуть підвищувати рівень креатиніну крові та
холестерину жовчі.
Фібрати застосовують у добових дозах від 300–400 мг до 2 г. Звичайно їх добре переносять хворі, але іноді вони можуть спричинювати розлади травного тракту, міозит, гепатит, жовчнокам'яну
хворобу.
Найбезпечнішими з фібратів є гемфіброзил (добова доза 900 мг) та фенофібрат або ліпантин (900–1200 мг на добу).
До фібратів відносяться такі лікарські препарати, як клофібрат, безафібрат, гемфіброзил, ціпрофібрат, фенофібрат.
Доступність різних фібратів в країнах Європи, Північної Америки, Австралії та Азії варіює — найбільш широко застосовується гемфіброзил, клофібрат і безафібрат. Фенофібрат поширений у Франції — до його переваг відноситься викликаного їм зменшення рівня сечової кислоти.

## Медичне використання
Фібрати зменшують атерогенну дисліпідемію, що характеризується високим рівнем тригліцеридів і/або низьким рівнем холестерину ЛПВЩ і підвищеними концентраціями малих щільних частинок ЛПНЩ з високим рівнем холестерину ЛПНЩ або без нього. Фібрати можна порівняти зі статинами, які знижують рівень холестерину ЛПНЩ (ХС-ЛПНЩ) і мають лише обмежений вплив на інші параметри ліпідів. Клінічні дослідження показали, що комбінація статинів і фібратів призводить до значно більшого зниження рівня холестерину ЛПНЩ і тригліцеридів і більшого підвищення рівня холестерину ліпопротеїнів високої щільності (ХС ЛПВЩ) порівняно з монотерапією будь-яким препаратом.  Фібрати використовуються в допоміжній терапії при багатьох формах гіперхолестеринемії, але комбінація деяких фібратів (наприклад, гемфіброзилу) зі статинами протипоказана через підвищений ризик рабдоміолізу. 
Фібрати стимулюють рецептор, активований проліфератором пероксисом (PPAR) альфа, який контролює експресію генних продуктів, які опосередковують метаболізм тригліцеридів (ТГ) і ліпопротеїдів високої щільності (ЛПВЩ). В результаті цього знижується синтез жирних кислот, ТГ і ЛПДНЩ, а синтез ліпопротеїнліпази, яка катаболізує ТГ, посилюється. Крім того, посилюється виробництво Apo A1 і АТФ-зв’язувальної касети A1, що призводить до збільшення зворотного транспорту холестерину через ЛПВЩ.
Отже, фібрати знижують рівень ТГ до 50% і підвищують рівень ХС ЛПВЩ до 20%, але зміни ХС ЛПНЩ є непостійними. Було проведено менше великомасштабних досліджень з фібратами, ніж зі статинами, і результати були менш переконливі, але повідомлялося про зниження частоти серцево-судинних захворювань при терапії фібратами в підгрупі пацієнтів з низьким рівнем холестерину ЛПВЩ і підвищеним рівнем ТГ (наприклад, ТГ > 2,3 ммоль/л (200 мг/дл)).
Фібрати зазвичай добре переносяться, але мають схожий профіль побічних ефектів зі статинами. Крім того, вони можуть підвищувати ризик жовчнокам'яної хвороби та подовжувати дію антикоагулянтів. Накопичені дані свідчать про те, що вони також можуть мати захисний ефект проти діабетичних мікросудинних ускладнень.
Клінічні випробування підтверджують їх використання в якості монотерапії. Фібрати зменшують кількість нефатальних серцевих нападів, але не покращують смертність від усіх причин, тому показані лише тим, хто погано переносить статини.   
Незважаючи на меншу ефективність у зниженні рівня ЛПНЩ, здатність фібратів підвищувати рівень ЛПВЩ і знижувати рівень тригліцеридів, здається, зменшує резистентність до інсуліну, коли дисліпідемія пов’язана з іншими ознаками метаболічного синдрому (гіпертонія та цукровий діабет 2 типу).  Тому їх використовують при багатьох гіперліпідеміях.
Через рідкісне парадоксальне зниження рівня холестерину ЛПВЩ, яке спостерігається у деяких пацієнтів, які приймають фенофібрат, відповідно до змін на етикетці FDA США, рекомендується перевірити рівень холестерину ЛПВЩ протягом перших кількох місяців після початку терапії фібратом. Якщо виявлено серйозне зниження рівня ХС-ЛПВЩ, терапію фібратом слід припинити та контролювати рівень ХС-ЛПВЩ, доки він не повернеться до вихідного рівня.

## Побічні ефекти
Більшість фібратів можуть викликати легкий розлад шлунку та міопатію (біль у м’язах із підвищенням КФК). Фібрати зменшують синтез жовчної кислоти шляхом зниження експресії 7-альфа-гідроксилази холестерину та стерол-27-гідроксилази, що полегшує випадіння холестерину в осад і підвищує ризик утворення каменів у жовчному міхурі.
У комбінації зі статинами фібрати викликають підвищений ризик рабдоміолізу, ідіосинкратичного руйнування м’язової тканини, що призводить до ниркової недостатності . Менш ліпофільні статини менш схильні викликати таку реакцію, і їх, ймовірно, безпечніше поєднувати з фібратами, ніж більш ліпофільні статини.
Лікарська токсичність включає гостре ураження нирок. 

## Фармакологія
Незважаючи на клінічне використання фібратів принаймні з 1962 року, механізм їх дії залишався нез’ясованим до 1990-х років, коли було виявлено, що вони активують рецептори, що активуються проліфератором пероксисом (PPAR), особливо PPARα.  PPAR - це клас внутрішньоклітинних рецепторів, які модулюють метаболізм вуглеводів і жирів і диференціювання жирової тканини.

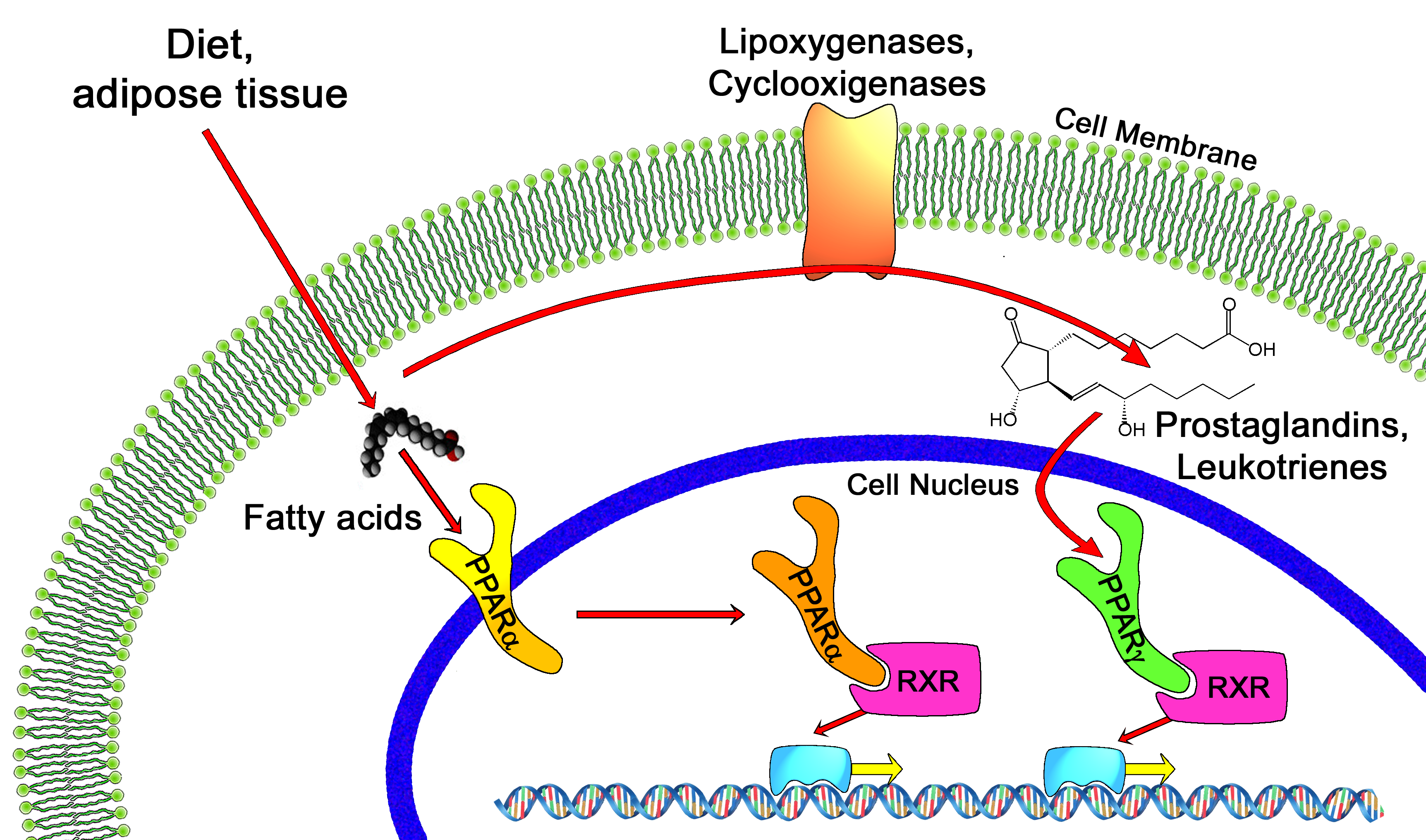
PPAR

Активація PPAR індукує транскрипцію ряду генів, які сприяють метаболізму ліпідів.
Фібрати фармакологічно споріднені тіазолідиндіонам, новому класу протидіабетичних препаратів, які також діють на PPAR (точніше PPARγ ).
Фібрати є субстратом (метаболізуються) CYP3A4. 
Було показано, що фібрати подовжують тривалість життя аскарид C. elegans. 

## Структура

Клофібрат алюмінію
Безафібрат
Ципрофібрат
Холін фенофібрат
Клінофібрат
Клофібрат
Клофібрид
Фенофібрат
Гемфіброзил
Нафенопін
Роніфібрат
Сімфібрат